# أبر بروكفيل (نيويورك)
أبر بروكفيل (بالإنجليزية: Upper Brookville, New York)‏ هي منطقة سكنية تقع في الولايات المتحدة في مقاطعة ناسو، نيويورك. يقدر عدد سكانها بـ 1,698 نسمة ومساحتها 11.1 كم2 وترتفع عن سطح البحر 48 متر.

## التركيبة السكانية
حدّد مكتب تعداد الولايات المتحدة بيانات التركيبة السكانية لأبر بروكفيل في تعداد الولايات المتحدة. في ما يلي، التركيبة السكانية حسب تعدادي 2000 و2010.

### تعداد عام 2000
بلغ عدد سكان أبر بروكفيل 1,801 نسمة بحسب تعداد عام 2000، وبلغ عدد الأسر 568 أسرة وعدد العائلات 484 عائلة مقيمة في القرية. في حين سجلت الكثافة السكانية 161.8 نسمة لكل كيلومتر مربع (419.1/ميل2). وبلغ عدد الوحدات السكنية 599 وحدة بمتوسط كثافة قدره 53.8 لكل كيلومتر مربع (139.3/ميل2).
وتوزع التركيب العرقي للقرية بنسبة 83.23% من البيض و5.66% من الأمريكيين الأفارقة و0.11% من الأمريكيين الأصليين و7.22% من الأمريكيين ذوي الأصول الآسيوية و0.39% من الأعراق الأخرى و3.39% من عرقين مختلطين أو أكثر و5.33% من الهسبانيون أو اللاتينيون من أي عرق.
بلغ عدد الأسر 568 أسرة كانت نسبة 45.1% منها لديها أطفال تحت سن الثامنة عشر تعيش معهم، وبلغت نسبة الأزواج القاطنين مع بعضهم البعض 73.8% من أصل المجموع الكلي للأسر، ونسبة 7.7% من الأسر كان لديها معيلات من الإناث دون وجود شريك، بينما كانت نسبة 3.7% من الأسر لديها معيلون من الذكور دون وجود شريكة وكانت نسبة 14.8% من غير العائلات. تألفت نسبة 12.7% من أصل جميع الأسر من عدة أفراد يعيشون في نفس المنزل ونسبة 5.1% كانت تتألف من شخص يعيش بمفرده يبلغ من العمر 65 عاماً أو أكثر. وبلغ متوسط حجم الأسرة المعيشية 3.14، أما متوسط حجم العائلات فبلغ 3.41.
بلغ العمر الوسطي للسكان 40.5 عاماً. وكانت نسبة 28.7% من القاطنين تحت سن الثامنة عشر، وكانت نسبة 5.9% بين الثامنة عشر والرابعة والعشرين عاماً، ونسبة 23.9% كانت واقعةً في الفئة العمرية ما بين الخامسة والعشرين والرابعة والأربعين عاماً، ونسبة 27.2% كانت ما بين الخامسة والأربعين والرابعة والستين، ونسبة 13.5% كانت ضمن فئة الخامسة والستين عاماً فما فوق. يوجد لكل 100 أنثى 94.8 ذكر، ويوجد لكل 100 أنثى في الثامنة عشر من عمرها فما فوق 91.0 ذكر.
بلغ متوسط دخل الأسرة في القرية 140,861 دولارًا، أما متوسط دخل العائلة فبلغ 162,799 دولارًا. وكان متوسط دخل الذكور 100,001 دولارًا مقابل 46,500 دولارًا للإناث. وسجل دخل الفرد الخاص بالقرية 65,254 دولارًا. وكانت نسبة 2.2% من العائلات ونسبة 2.5% من السكان تحت خط الفقر، وكان من هؤلاء نسبة 3.8% تحت سن الثامنة عشر ونسبة 3.3% في الخامسة والستين من العمر وما فوق.

### تعداد عام 2010
بلغ عدد سكان أبر بروكفيل 1,698 نسمة بحسب تعداد عام 2010، وبلغ عدد الأسر 569 أسرة وعدد العائلات 480 عائلة مقيمة في القرية. في حين سجلت الكثافة السكانية 152.6 نسمة لكل كيلومتر مربع (395.2/ميل2). وبلغ عدد الوحدات السكنية 611 وحدة بمتوسط كثافة قدره 54.9 لكل كيلومتر مربع (142.2/ميل2).
وتوزع التركيب العرقي للقرية بنسبة 86.81% من البيض و0.94% من الأمريكيين الأفارقة و0.06% من الأمريكيين الأصليين و9.48% من الأمريكيين ذوي الأصول الآسيوية و0.06% من سكان جزر المحيط الهادئ و0.41% من الأعراق الأخرى و2.24% من عرقين مختلطين أو أكثر و4.71% من الهسبانيون أو اللاتينيون من أي عرق.
بلغ عدد الأسر 569 أسرة كانت نسبة 34.3% منها لديها أطفال تحت سن الثامنة عشر تعيش معهم، وبلغت نسبة الأزواج القاطنين مع بعضهم البعض 76.8% من أصل المجموع الكلي للأسر، ونسبة 5.6% من الأسر كان لديها معيلات من الإناث دون وجود شريك، بينما كانت نسبة 1.9% من الأسر لديها معيلون من الذكور دون وجود شريكة وكانت نسبة 15.6% من غير العائلات. تألفت نسبة 12.8% من أصل جميع الأسر من عدة أفراد يعيشون في نفس المنزل ونسبة 8.4% كانت تتألف من شخص يعيش بمفرده يبلغ من العمر 65 عاماً أو أكثر. وبلغ متوسط حجم الأسرة المعيشية 2.98، أما متوسط حجم العائلات فبلغ 3.23.
بلغ العمر الوسطي للسكان 47.6 عاماً. وكانت نسبة 22.4% من القاطنين تحت سن الثامنة عشر، وكانت نسبة 6.8% بين الثامنة عشر والرابعة والعشرين عاماً، ونسبة 15.4% كانت واقعةً في الفئة العمرية ما بين الخامسة والعشرين والرابعة والأربعين عاماً، ونسبة 37.6% كانت ما بين الخامسة والأربعين والرابعة والستين، ونسبة 17.8% كانت ضمن فئة الخامسة والستين عاماً فما فوق. وتوزع التركيب الجنسي للسكان بنسبة 48.5% ذكور و51.5% إناث.